# Luisa Linares y los Galindos
Luisa Linares y los Galindos es el nombre de un grupo español de música pop formado en los años 50 y que estuvo en activo durante casi dos décadas.

## Trayectoria artística
Luisa Linares fue el nombre artístico de la cantante Luisa Pérez Cabrera (Arrecife, Lanzarote, 1931), la joven canaria se fue a vivir a Madrid a los catorce años, donde conoció al que posteriormente sería su marido Miguel Galindo Zarco, de orígenes jienenses, y con quien formaría también  pareja musical, Luisa tomó como apellido artístico el segundo apellido de su padre: Linares. En 2008, el Ayuntamiento de Arrecife le dedicó una calle en el barrio de Argana. Luisa Linares fue la voz cantante del grupo que estuvo acompañada por el trío Los Galindos. (en los inicios del grupo llamados "Los Galindos con Luisa Linares")
Antes de unirse a Luisa Linares, como cuarteto, "Los Galindos" publicaron algunos discos como "Los Galindos con acompañamiento de guitarra", eran Paquito, Juan José Díaz Fernández, Alfonso Galindo y Miguel Galindo. Ya con Luisa Linares como cantante el cuarteto se transformó en trío. Posteriormente los músicos que formaron el grupo encabezado por el marido de Luisa Linares, el músico y compositor Miguel Galindo Zarco (1926-1999), fueron su hermano Alfonso Galindo Zarco, que después abandonó el grupo, Antonio Rodríguez y Fernando García, dos guitarras, una rítmica y otra solista que hacía los punteos y una tumbadora.
El grupo "Los Galindos con Luisa Linares" se inicia en conjunto con debut en 1954 (Sala Riscal de Madrid). Sus primeros éxitos son "Linares minero" y "A lo loco, a lo loco" (Gil Serrano, J. M.; Guijarro, A.; Santolaria, J. S.) en 1954, esta última pieza será incluida décadas después en la BSO de la película El milagro de P. Tinto (1998). La fórmula del grupo fue la de adaptar nuevos ritmos del Caribe aparecidos a partir de los años 40 (mambos, Chachachá, merengues) y de otros países latinos, como la cumbia o el bayón, así como boleros, todos ellos impregnados de numerosos guiños hacia el folclore de Andalucía.

## Discografía[8][9]
- Los Galindos con acompañamiento de guitarra: Yo quisiera estar contigo, Siempre Carmen (single Columbia)
- Los Galindos con acompañamiento de guitarra: A lo loco, a lo loco; Hermosa Cataluña, Linares minero, Mis aires gaditanos (EP Columbia, 1953)
- Los Galindos con acompañamiento de guitarra: El "Neme", Gaditana mía, Miniatura, Arrepentido me encuentro (EP Columbia, 1953)
- Los Galindos con acompañamiento de ritmo (sólo tres componentes): El gallo de los caños, Palomita de mi barrio, Chachachá del autobús, Tu satélite (EP Columbia)
- Los Galindos con Luisa Linares: Linares minero; A lo loco, a lo loco (single Alhambra, 1954)
- Los Galindos con Luisa Linares: Rosita dónde estás, Rosa morena, Linda es mi tierra, Cuscatlán(EP Columbia, 1955)
- Los Galindos con Luisa Linares: El Neme, Gaditana mía, Miniatura, Arrepentido me encuentro (EP Columbia, 1955)
- Luisa Linares y Los Galindos: Dinero al bote, Me gusta mi novio, El pajarero, Cordobesa, Cordobesa (EP Columbia, 1956)
- Los Galindos con Luisa Linares: Ventana de flores, Corazoncito, El lobo feroz, Borrachito (EP Columbia, 1957)
- Esto no es vivir, El tesoro del cante, Málaga la Bombonera, En un caracol (EP Columbia, 1959)
- Los Galindos con Luisa Linares: Palo bonito, Algo se me va, Catalanes, Tu fortaleza (EP RCA, 1960)
- Los Galindos con Luisa Linares: Tus caracoles, La barraquera, Tormentilla de verano, De la marisma a la sierra (EP RCA,1960)
- Luisa Linares con Los Galindos: De tu novio qué, Dinero al bote, Rosita donde estás, Cubita es linda, Hay quien dice de Jaén, Rubita, Linares minero, Baturro y andaluz, Me gusta mi novio, Gaditana mía, Ventana de flores, Dos hoyitos (LP Toreador, 1960)
- Viva Andalucía (Luisa Linares y Los Galindos): Me gusta mi novio, Baturro y andaluz, Gaditana mía, Ventana de flores (EP Iberofón, 1961)
- Salero andaluz (Luisa Linares con Los Galindos): Linares minera, Linda es mi tierra, Eso es tongo, Dinero al bote (EP Belter, 1961)
- II Festival Melodía de la Costa Verde (Luisa Linares y Los Galindos):  Horóscopo: 1er premio, A tu vera : 4º premio, Un minuto de silencio : 5º premio, Moran de verde luna : 3er premio (EP Hispavox-Belter, 1961)[10]
- Luisa Linares y Los Galindos: Gaditana mía, Linda es mi tierra, Mis aires gaditanos, Hermosa Cataluña (EP Belter, 1962)
- Luisa Linares y Los Galindos: Esperando que vuelvas, El barquero, Demasiado tarde, Malena (EP Belter, 1962)
- Luisa Linares y Los Galindos: La Jaguaya, Timpleteo, Campanas de Las Palmas, Los árboles (EP Belter, 1962)
- Navideña - Luisa Linares con Miguel Galindo: Navideña - El pastor y la estrella - Copos de nieve - Al vuelo de la perdiz - (EP Fidias, 1966)[11]
- Al ritmo de la cumbia - Luisa Linares con Miguel Galindo: Dos hermanas, La media, Quién te ha dicho, Soy mucho diablo.(EP Fidias, 1966)
- Canciones canarias (Luisa Linares con Los Galindos): A la fuente solita (isas), Sol y nieve (folías), Isla de fuego (isa canción), Me caso con un "godo"  (EP Fidias, 1967)[12]
- Luisa Linares y Los Galindos: Palo bonito, Algo se me va, Tu fortaleza, Tus caracoles, La barraquera, De la marisma a la sierra, Tormentilla de verano, O..., ¡Qué guapo estás, Madrid!, Mi gazapillo, Qué viene el lobo, Vete de mí (LP RCA, 1968)
- Luisa Linares y Los Galindos: A tu vera, Horóscopo, Un minuto de silencio, Tienes duende, Cositas buenas, Torea "El Cordobés", Morena de verde luna, Paz, Con el verigüel, Chachachá de los gitanos, Hay quien dice de Jaén, Rosa morena (LP Belter, 1969)
- Luisa Linares y Los Galindos: La luna y el toro, Tango de amor, El peque gitano, Cuando tú te vayas, Qué le importa al mundo, Bonita, Y una encina, Morocho y cantor, Charleston Bombón, Natoka Obé, Ya no cantas Chingolo, Twist al Cordobés (LP Olympo, 1973)